# Eanred northumbriai király

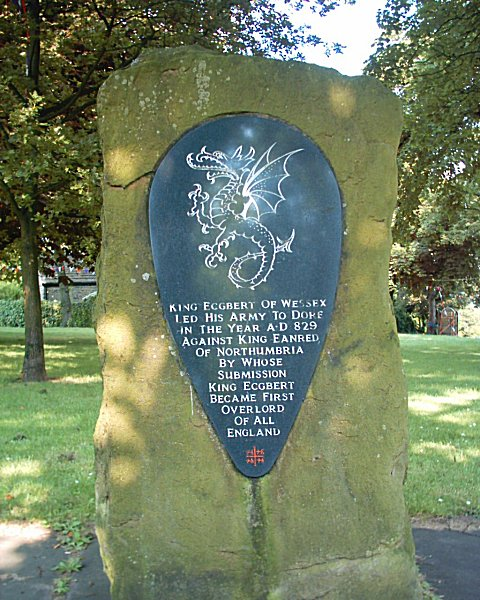
Emlékkő Eanred s a wessexi Egbert találkozására, Dore, Dél-Yorkshire

Eanred, más (latinos) írásmóddal  Eanredus (angolszászul: EANRED EARDVVLFING NORÞANHYMBRA CYNING), (? – 841) Northumbria királya 810-től haláláig.
Eardwulf király első házasságából született, és édesapját követte a trónon. Keveset tudunk róla (pl. az Angolszász krónikából). Uralkodása alatt egy újfajta pénzérme, az alacsony ezüsttartalmú ún. styca felváltotta a régebbi sceatot. Eanred király 827-ben elismerte Egbert wessexi király fennhatóságát. Fia, II. Æthelred követte a trónon.